# Ben Shapiro
Benjamin Aaron Shapiro (Los Angeles, 15 de janeiro de 1984) é um advogado, comentarista político, escritor e radialista norte-americano, conhecido pelo seu pensamento conservador. Ele escreve colunas políticas para os sites Creators Syndicate e Newsweek, serve como editor-chefe para o The Daily Wire, fundado por ele, e ainda é o anfitrião do The Ben Shapiro Show, um podcast e show de rádio político diário.
Contribuinte para o jornal eletrônico Breitbart News de 2012 a 2016, ele escreveu pelo menos dez livros, sendo seu primeiro intitulado Brainwashed: How Universities Indoctrinate America's Youth (2004) e o último The Right Side of History|The Right Side of History: How Reason and Moral Purpose Made the West Great (2019).